# Mona McSharry
Mona McSharry (21 augustus 2000) is een zwemster uit Ierland. 
Op de Olympische Zomerspelen van Parijs behaalde ze een bronzen medaille op de 100 meter schoolslag.